# 杭州体育
杭州体育有关场馆和赛事的主要内容如下。

## 主要场馆
杭州奥体中心位于钱江南岸的钱江世纪城，有主体育场、体育游泳馆、网球中心、综合训练馆等体育设施，是浙江省规模最大、功能最全的体育场馆，是2022年亚运会的主要举办地。它也取代了黄龙体育中心成为大型文娱演出活动的首选之地。
2000年代完成建设的黄龙体育中心曾是浙江省规模最大、功能最全的体育场馆，有主体育场、体育馆、田径场和游泳馆等设施，其中黄龙体育场设座位5万多个，是中甲球队杭州绿城的主场，也是2007年女子世界杯足球赛的举办场地之一，承担了小组赛阶段比赛以及巴西队与美国队的半决赛。
位于市体育场路210号的杭州体育馆始建于1966年，是浙江猛狮篮球俱乐部主场所在地，馆内设有5036个座位。
位于体育场路的浙江省全民健身中心于2022年3月17日正式动工建设。规划有“七大中心”——健身活动中心、智力运动中心、亚洲体育东部中心、智能体育运动中心、运动康复中心、科学健身指导中心和体育文化科技展示中心，总建筑面积23万平米，它将是中国单体规模最大的全民健身中心。
位于上城区富春路80号的杭州全民健身中心是杭州亚运会新建场馆，总建筑面积88143平米，2022年7月1日起对市民开放。
建设中的位于余杭区五常湿地西侧的杭州国际体育中心由余杭城投集团投资建设。规划有专业足球场、综合体育馆和游泳跳水馆。足球场总建筑面积约30万平米，可承办国际最高规格的足球赛事，容纳6万人同时观赛。
其他体育场馆还包括西湖体育馆、西湖游泳馆以及许多高校体育场馆。

## 大众运动
杭州马拉松起源于1987年举办的第一届中日友好西湖马拉松比赛，它是中国历史最悠久的三个马拉松之一，在每年11月的首个周日举行，包括全程马拉松、半程马拉松、短程马拉松、小马拉松、家庭跑和情侣跑，是每年参与人数最多的杭州运动赛事。2006年首次举办的横渡钱塘江活动由杭州市体育局、市体育总会主办，市水上救生协会承办，每年一次在夏季举行，设置有群众性横渡和公开水域游泳大奖赛两大部分，前八届的举办地都处于六和塔水域，2014和2015年则选择在钱江新城水域举行。

## 体校
位于黄龙体育中心东侧的杭州市陈经纶体育学校是1993年经浙江省教委、省计委批准建立的一所全日制体育中专专业学校。目前在校生千余名，分为“三集中”、“二集中”和走训三种教学形式，具有开设项目全天候的标准训练场馆。开设有田径、游泳、体操、艺术体操、蹦技、篮球、排球、沙排、网球、羽毛球、乒乓球、举重、摔跤、柔道、武术、散手、跆拳道、拳击共计18个体育运动项目。

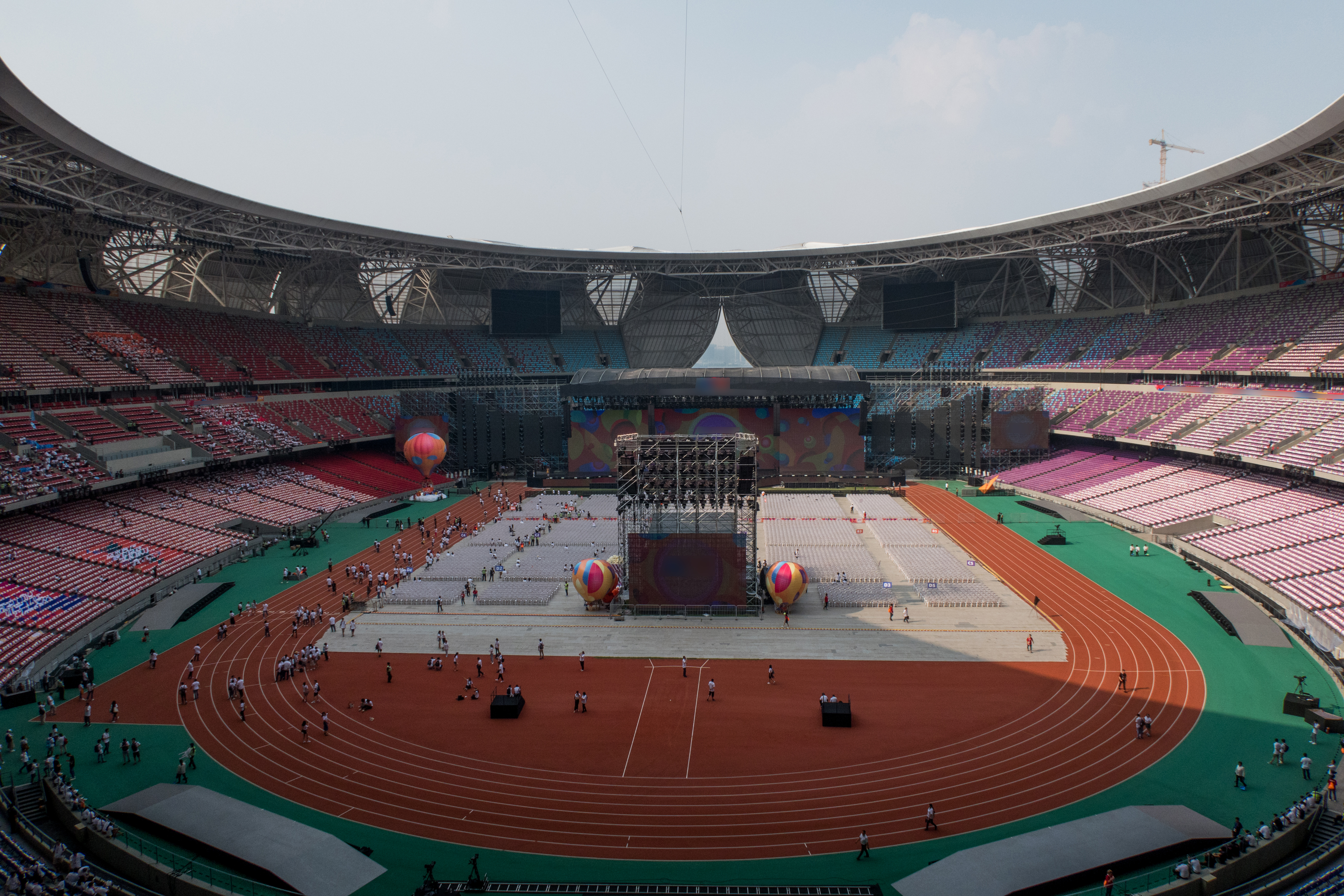
杭州奥体中心体育场内部，2019年9月

2006年7月建立的浙江体育职业技术学院是以竞技体育类专业为特色的省属全日制高职院校，由浙江省体育局主管，受浙江省教育厅指导。现有1193名在校生（其中高职生593名），6个高职专业。学院有萧山（位于萧山高教园）、教工路两个校区，多个教学点（千岛湖、长兴、象山等），建有国家体育总局游泳项目等训练基地和国家体育总局水上运动科学重点实验室。

## 承办赛事
杭州举办过1930年4月第四届中华民国全国运动会（国民政府第一次举办的全运会）、1951年第一届到1994年第十届连续十届的浙江省运动会、1979年世界羽毛球锦标赛、2007年女足世界杯、2008年斯坦科维奇洲际篮球冠军杯、2011年第八届全国残疾人运动会、2012年与2014年亚洲室内田径锦标赛。2016年杭州原本要举办第十届全国大学生运动会，整合改革后的第十三届全国学生运动会于2017年9月在杭举办，该届运动会首次将大学生与中学生运动会合二为一。2018年12月举办了世界短池游泳锦标赛。
2015年8月17日杭州正式提出申办2022年第19届亚运会，同年9月16日，亚奥理事会宣布杭州市作为唯一申办城市，获得亚运会举办资格。2022年由于疫情因素推迟至2023年9月至10月举办。
杭州连续承办了2023年与2024年世界女排俱乐部锦标赛，以及2023年与2024年世界羽联世界巡回赛总决赛。
2024年杭州公开赛于2024年9月18–24日在杭州奥体中心网球场举行，为2024年ATP巡回赛的一部分。赛事级别为ATP250巡回赛，比赛场地为室外硬地球场。这是首届杭州公开赛，取代了之前的珠海网球冠军赛。
杭州滨江国际男子职业网球挑战赛是在杭州滨江区举办的一项男子职业网球赛事，属于ATP挑战巡回赛，级别为ATP125挑战赛，首届比赛于2024年10月7日至13日在杭州奥体中心网球中心举行。

## 赛事成绩
杭州运动员在游泳运动项目上经常有比较优异的成绩。全市有400多个游泳场馆，罗雪娟、孙杨、叶诗文和傅园慧都曾在奥运会和世界游泳锦标赛上夺得过游泳比赛佳绩，业内有“中国游泳看浙江，浙江游泳看杭州”的说法。
杭州亦是中国知名电子竞技俱乐部LGD的主场城市，而位于杭州下城区的LGD电竞影视文化中心则是中国第一所电子竞技俱乐部主场场馆，提供包括电子竞技赛事场以及多种线下娱乐及餐饮服务，是英雄联盟职业联赛的比赛场地之一。弹幕视频网站Bilibili下属的杭州闪电队也于第二赛季加入守望先锋联赛太平洋赛区。

## 体育场路
因1930年杭州要举办第四届中华民国全国运动会，体育教育家舒鸿被举荐承担赛事场馆建设，他最终选择在大营盘建起了杭州第一座可以承办国家级比赛的标准体育场——“大营盘体育场”，门前的碎石路也被命名为“体育场路”，成为中国首条以体育场命名的道路。